# Ganeshida
Ganeshida is een orde van ribkwallen uit de klasse van de Tentaculata.

## Familie
- Ganeshidae Moser, 1907